# Xylota vulgaris
Xylota vulgaris är en tvåvingeart som beskrevs av Chang och Yang 1993. Xylota vulgaris ingår i släktet vedblomflugor, och familjen blomflugor. Inga underarter finns listade i Catalogue of Life.